# 大竹市強盗殺人事件
大竹市強盗殺人事件（おおたけしごうとうさつじんじけん）は、1963年（昭和38年）12月16日に日本の広島県大竹市で発生した強盗殺人事件である。
この事件の犯人である梅川昭美（当時15歳）はこの事件から16年後の1979年（昭和54年）1月26日に三菱銀行人質事件を起こし、大阪府警察特殊部隊に射殺された。

## 概要
1963年12月16日、広島県大竹市大竹町栄町の土建業者A宅で、Aの弟である男性Bの妻C（当時23歳）が殺害される。Cは事件当時、義兄であるA宅で留守番していたところ、犯人に切り出しナイフで胸などを刺されて殺害され、現金19000円や預金通帳などを奪われた。広島県警察は大竹警察署に、同署や廿日市警察署、山口県警察岩国警察署との合同特別捜査本部を設置して捜査したところ、同年12月23日、強盗殺人の容疑で当時15歳だった梅川を逮捕した。
1964年（昭和39年）1月17日、広島家庭裁判所より中等少年院送致の処分が下される。1964年5月14日、特別少年院新光学院へ移送。1965年（昭和40年）6月7日、特別少年院から仮退院（仮出所）。ただし保護観察は1968年（昭和43年）2月29日まで継続。

## 少年法と少年院の見解
梅川は強盗致死と窃盗の罪状に問われ、広島家庭裁判所に送致された。強盗致死罪の法定刑は死刑又は無期懲役であるが、梅川は当時15歳の少年だったため、当時は16歳未満の少年に対する刑事処分ができなかった少年法の規定により、広島家裁（高橋水枝裁判官）は1964年（昭和39年）1月17日付で、梅川を中等少年院に送致する決定を出した。同家裁は同決定で、犯行動機に酌量の余地はなく、また犯行は計画的で、殺人行為は当初から殺意をもってなされたものであり、発生した結果は重大であると指摘した上で、梅川については「犯行後の行動、鑑別所での態度、審判廷での供述態度からみると、少年は寸毫も人間的良心の苛責を受けておらず、罪の意識も皆無に近く、被害者の遺族の心情に思いをいたし、またこの種犯罪の社会的影響を考慮し、かつ近時年少少年による凶悪犯罪が増加の傾向にあることを考えるとき、本少年については、これを刑事処分に付するのが相応と思料されるところ、少年の年齢上にかはかる処分をとり得ないで、主文のとおり中等少年院に送致することとした。少年の上記病質的人格は既に根深く形成されていて、容易に矯正し得ない段階にきていること（鑑別結果）、また少年が今後社会にあれば同様に多種の非行を繰り返し再び犠牲者の出る可能性があると思料されること（当裁判所久保技官の意見）などを併せ考えるとき、本少年の将来については非常に多くの問題が残されているといわねばならない。本少年については、通り一辺の指導によつては、健全な精神発達を遂げさせることは困難であると思料されるが、中等少年院における特に長期にわたる強力な生活指導によつて、人の生命の尊さを知らしめ、同情、あわれみなどの情緒を涵養し、いささかなりともその病質的人格を改善することが出来得ればと心から期待する次第である。」と述べている。
この決定により、梅川は少年院送致となり、わずか1年半で退院となった。ただし、1964年1月7日付で梅川の少年鑑別を行った広島少年鑑別所の柿崎哲は、梅川の性格を「この種異常者は如何なる方向でも反社会的行動や犯罪と結びつく危険が濃厚であり、少年の前歴からもその傾向が窺われる。」「このような資質の少年を社会に放任することはきわめて危険であり、積極的に規制する必要がある。すでに病質的人格は根深く形成されているので容易には矯正できず、将来に問題が多い」「少年院仮退院後も続けてケースワークが必要であり、放任すると累犯に及びかねないと考える。」と鑑定している。

## 犯人像
梅川は1948年（昭和23年）3月1日、広島県大竹市小方向村で生まれた。梅川の出生当時、彼の父親は46歳、母親は42歳という高齢だった。しかもこの数年前に姉が夭折していたため、幼児期は可愛がられたという。梅川は一人息子として小学校1年生ごろまでは何不自由なく生育したが、レーヨン工場で働いていた父親が脊髄を患って両足が不自由になり、会社を退職して以降、そのような父に母が見切りをつけ、梅川が小学校5年生のころに父親と離婚した。それ以降、梅川は母親の手で養育されたが、以後は極貧生活を送った。犯行を起こした1963年4月には広島工業大学附属工業高等学校へ進学したが1学期で退学し、その年の12月に凶行を起こした。出院後の1966年1月に大阪に移るが、1967年に父が死んだときも通夜・葬儀に顔を出すことはなかったという。
梅川はその後も非行を続けたといわれ、消費者金融などに多額の借金をしたという。1973年7月30日には上下二連式散弾銃を大阪市で購入した。そして1979年の三菱銀行人質事件でその散弾銃を使って凶行に至った。

## 関連書籍
- 「猟奇事件ファイル」（宝島社）
- 「実録戦後殺人事件帳」（アスペクト）